# Air Ontario

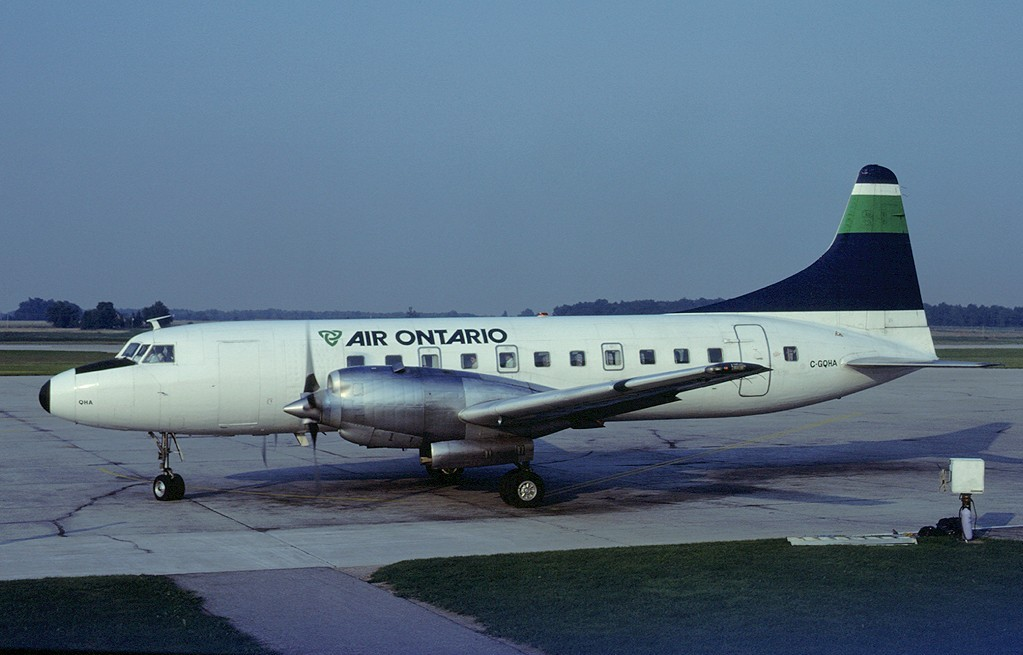
Convair d'Air Ontario (1983)

Air Ontario est une compagnie aérienne canadienne créée en 1987, aujourd'hui disparue, qui a été rattachée à Jazz Air en 2001.
Air Ontario a eu son siège à London, Ontario.

## Histoire
La compagnie Air Ontario a été créée en juin 1987 lors de la fusion de Austin Airways (en), la plus ancienne compagnie aérienne canadienne, et Great Lakes Airlines, formée en 1958.
En 2002 elle est rattachée à Air Canada Jazz.

## Accidents
- 1er novembre 1988, un Douglas C-47A s'écrase à Pikangikum Lake (2 victimes)
- le 10 mars 1989: le vol 1363 Air Ontario - un biréacteur Fokker F28 s'écrase au décollage de Dryden (Ontario, Canada), causant la mort de 21 des 65 passagers et 3 des 4 membres d'équipage.